# Mette Bergmann
Mette Bergmann (Kråkerøy, 9 november 1962) is een voormalig Noorse atlete die was gespecialiseerd in het discuswerpen en kogelslingeren. Ze werd naast Noors kampioene kogelslingeren zeventienmaal achtereenvolgens Noors kampioene discuswerpen. Ze nam tweemaal deel aan de Olympische Spelen en heeft met haar PR van 69,68 m het Noorse record in handen.
Op de Olympische Spelen van 1992 in Barcelona werd ze in de voorrondes uitgeschakeld met een afstand van 58,32 m. Vier jaar later in Atlanta kwalificeerde ze zich met 62,24 m voor de finale. In de finale werd ze negende met 62,28 m.
Op het EK 1994 behaalde ze een bronzen medaille bij het discuswerpen. Met 64,34 m eindigde ze achter de Duitse Ilke Wyludda (goud) en de Wit-Russische Ellina Zvereva (zilver). Ook heeft ze sinds dit jaar het Meetingrecord van 66,26 m op de Nacht van de Atletiek in handen.

## Titels
- Noors kampioene discuswerpen - 1984 t/m 2000
- Noors kampioene kogelslingeren - 1996

## Persoonlijke records
| Onderdeel      | Prestatie | Datum        | Plaats  |
| -------------- | --------- | ------------ | ------- |
| discuswerpen   | 69,68 m   | 27 mei 1995  | Florø   |
| kogelslingeren | 57,42 m   | 29 juli 2000 | Aremark |

## Prestaties
| Jaar | Wedstrijd                   | Plaats    | Resultaat                               | Onderdeel    | Prestatie |
| ---- | --------------------------- | --------- | --------------------------------------- | ------------ | --------- |
| 1986 | EK                          | Athene    | 11e                                     | discuswerpen | 53,58 m   |
| 1991 | WK                          | Tokio     | 20e - uitgeschakeld in de kwalificaties | discuswerpen | 55,78 m   |
| 1993 | WK                          | Stuttgart | 21e - uitgeschakeld in de kwalificaties | discuswerpen | 58,12 m   |
| 1994 | EK                          | Helsinki  | 3e                                      | discuswerpen | 64,34 m   |
| 1994 | Grand Prix finale           | Parijs    | 2e                                      | discuswerpen | 64,72 m   |
| 1995 | WK                          | Göteborg  | 6e                                      | discuswerpen | 62,48 m   |
| 1995 | Europacup B                 | Bazel     | 1e                                      | discuswerpen | 62,78 m   |
| 1996 | Olympische Zomerspelen 1996 | Atlanta   | 9e                                      | discuswerpen | 62,28 m   |
| 1997 | WK                          | Athene    | 29e - uitgeschakeld in de kwalificaties | discuswerpen |           |
| 1997 | Europacup B                 | Dublin    | 1e                                      | discuswerpen | 58,06 m   |